# Toxeutes arcuatus
Toxeutes arcuatus  (лат.) — вид жуков-усачей из подсемейства прионин. Распространён на острове Тасмания. Кормовыми растениями являются различные виды эвкалипта, в том числе эвкалипт косой, эвкалипт яйцевидный и некоторые другие.